# Jan Thiessen
Jan Thiessen (* 1969) ist ein deutscher Rechtswissenschaftler.

## Leben
Ab Oktober 1993 studierte Rechtswissenschaft an der Humboldt-Universität zu Berlin. Ab Februar 1998 legte er das erste juristische Staatsexamen in Berlin ab. Ab März 1998 war er wissenschaftlicher Mitarbeiter am  Lehrstuhl für Bürgerliches Recht, Privates Bau- und Immobilienrecht sowie Neuere und Neueste Rechtsgeschichte. Von Mai 1998 bis Mai 2000 war er Referendar im Kammergerichtsbezirk. Nach dem zweiten juristischen Staatsexamen in Berlin im Mai 2000 hatte er von Juli 2000 bis Juni 2002 ein Promotionsstipendium der Studienstiftung des deutschen Volkes. Seit November 2002 war er wissenschaftlicher Assistent. Nach der Promotion im April 2004 an der Juristischen Fakultät der Humboldt-Universität zu Berlin hatte er von Juli 2006 bis Juni 2008 ein Forschungsstipendium der Gerda-Henkel-Stiftung. Im Wintersemester 2008/09 vertrat er den Lehrstuhl für Bürgerliches Recht und Deutsche Rechtsgeschichte an der FU Berlin. Nach der Habilitation im Januar 2009 an der Juristischen Fakultät der Humboldt-Universität zu Berlin vertrat er im Sommersemester 2009 den Lehrstuhl für Bürgerliches Recht und Deutsche und Europäische Rechtsgeschichte in Bielefeld. Im Herbstsemester 2009 vertrat er  den Lehrstuhl für Bürgerliches Recht, Rhetorik und Europäische Rechtsgeschichte an der Universität Mannheim.
Im September 2009 erhielt er den Ruf an die Universität Bielefeld. Im Dezember 2009 erhielt er den Ruf an die Universität Passau. Im Februar 2010 erhielt er den Ruf an die Eberhard-Karls-Universität Tübingen. Im März 2010 nahm er den Ruf nach Tübingen an. Von Oktober 2010 bis Juli 2017 war er Inhaber des  Lehrstuhls für Bürgerliches Recht, Deutsche Rechtsgeschichte und Juristische Zeitgeschichte, Handels- und Gesellschaftsrecht an der Eberhard-Karls-Universität Tübingen.
Seit März 2012 ist er Sekretär der Fachgruppe für Grundlagen (Methode, Vergleichende Rechtsgeschichte, Rechtsethnologie) der Gesellschaft für Rechtsvergleichung. Seit Juni 2013 ist er Beauftragter der Unabhängigen Wissenschaftlichen Kommission beim Bundesministerium der Justiz zur Aufarbeitung der NS-Vergangenheit für die Geschichte der Abteilung III (Handels- und Wirtschaftsrecht). Seit Juni 2015 ist er Mitglied des Arbeitskreises Rechtswissenschaft und Zeitgeschichte an der Akademie der Wissenschaften und der Literatur Mainz. Im August 2016 erhielt er den Ruf an die Humboldt-Universität zu Berlin. Seit September 2016 ist er Mitglied im Ständigen Ausschuss des Deutschen Rechtshistorikertages.
Seit August 2017 ist er Inhaber des Lehrstuhls für Bürgerliches Recht, Juristische Zeitgeschichte und Wirtschaftsrechtsgeschichte an der Humboldt-Universität zu Berlin.
Seine Forschungsschwerpunkte sind juristische Zeitgeschichte und Wirtschaftsrechtsgeschichte, Personen- und Kapitalgesellschaftsrecht und Recht der Unternehmensnachfolge.

## Schriften (Auswahl)
- Unternehmenskauf und Bürgerliches Gesetzbuch. Die Haftung des Verkäufers von Unternehmen und Unternehmensbeteiligungen. Berlin 2005, ISBN 3-8305-0988-X.
- als Herausgeber mit Stefan Grundmann: Religiöse Werte im Recht. Tradition, Rezeption, Transformation. Tübingen 2017, ISBN 3-16-155791-3.
- als Herausgeber mit Holger Fleischer: Gesellschaftsrechts-Geschichten. Tübingen 2018, ISBN 3-16-155768-9.
- als Herausgeber mit Hans-Peter Haferkamp und Christian Waldhoff: Deutsche diktatorische Rechtsgeschichten? Perspektiven auf die Rechtsgeschichte der DDR. Gedächtnissymposium für Rainer Schröder (1947–2016) (=Beiträge zur Rechtsgeschichte des 20. Jahrhunderts, 100). Tübingen 2018, ISBN 3-16-156695-5.
- Fritz Bauer – zur schwierigen Rezeption eines Lebenswerks, Vortrag 2015, in: Juristenzeitung, 2015, S. 1069–1080
- Wirtschaftspolitik mit anderen Mitteln. Das "Feldmühle"-Verfahren des Bundesverfassungsgerichts. In: Florian Meinel (Hrsg.): Verfassungsgerichsbarkeit in der Bonner Republik. Aspekte einer Geschichte des Bundesverfassungsgericht (= Recht – Wissenschaft – Theorie, Bd. 16). Mohr Siebeck, Tübingen 2019, S. 251–385, ISBN 978-3-16-155772-9.
- mit Thomas Finkenauer: Kunstraub für den Sozialismus. Zur rechtlichen Beurteilung von Kulturgutentziehungen in SBZ und DDR. De Gruyter, Berlin 2023, ISBN 978-3-11-114495-5.